# Pavol Čambal
Pavol Čambal (* 1950 in Žiar nad Hronom) ist ein ehemaliger tschechoslowakischer Radrennfahrer.

## Sportliche Laufbahn
Čambal war Straßenradsportler und in der Tschechoslowakei aktiv. 1965 begann er in Žiar nad Hronom mit dem Radsport. 1969 gewann er die Meisterschaft der Slowakei im Straßenrennen.
1974 siegte er in der Slowakei-Rundfahrt vor Antonin Šel. 1975 holte er einen Tageserfolg in diesem Etappenrennen. Das Eintagesrennen Košice–Tatry–Košice gewann er 1973, 1975 und 1976. 1976 gewann er dabei eine Etappe. 1973 wurde er Zweiter der nationalen Meisterschaft im Straßenrennen hinter Miloš Hrazdíra. 1974 kam er in der Polen-Rundfahrt auf den 35. Platz der Gesamtwertung.